# Saison 1 d'Une nuit en enfer
Chronologie
Saison 2
Cet article présente le guide des épisodes de la première saison de la série télévisée américaine Une Nuit en enfer : La série (From Dusk till Dawn: The Series).

## Épisodes

### Épisode 1:Pilote
- États-Unis : 11 mars 2014

- Lane Garrison (Pete)
- Samantha Esteban (Monica Garza)
- Katie Folger (Libby)
- Callie Hernandez (Jessie)
- Sue Rock (Nadine)
- Paul Saucido (Shaman)
- Jamie Tisdale (Margaret Gonzalez)

Une femme est poursuivie dans une forêt. Elle est attrapée et jetée dans un trou plein de serpents.
De nos jours, dans la boutique de Benny (Benny's Liquor Store), où les Rangers se retrouvent dans une prise d'otage avec les frères Gecko, qui viennent de commettre un cambriolage de banque.

### Épisode 2:Frères de Sang
- États-Unis : 18 mars 2014

- Jamie Tisdale (Margaret Gonzalez)
- Katie Folger (Libby)
- Samantha Esteban (Monica Garza)

Après avoir échappé aux Rangers, les frères Gecko se rendent en direction d'un motel. Non loin de là, la famille Fuller voyage en camping-car. Pendant ce temps, les Rangers sont toujours à la poursuite des deux frères.

### Épisode 3:La Maîtresse
- États-Unis : 25 mars 2014

Adrianne Palicki (Vanessa Styles)

### Épisode 4:La Fuite
- États-Unis : 1er avril 2014

### Épisode 5:À la frontière
- États-Unis : 8 avril 2014

### Épisode 6:Place des routes abandonnées
- États-Unis : 15 avril 2014

### Épisode 7:Pandemonium
- États-Unis : 29 avril 2014

### Épisode 8:La Conquista
- États-Unis : 6 mai 2014

Edrick Browne (Frost)
Santanico tente de rallier Richie à sa cause, Freddie affronte Carlos. Seth, les Fuller et Sex Machine tentent quant à eux de survivre dans le temple, où ils rencontrent un mystérieux allié : Frost. 

### Épisode 9:Boxman
- États-Unis : 13 mai 2014

William Sadler (Big Jim), James Remar (le père de Richie et Seth)
Pour libérer Santanico, Richie et Seth entrent dans le labyrinthe du temple et y affrontent diverses épreuves. De leur côté, Jacob et Kate tentent de retrouver Scott, avec l'aide de Sex Machine et du Ranger Freddie Gonzalez.

### Épisode 10:Les Démons
- États-Unis : 20 mai 2014

William Sadler (Big Jim)